# Vlašský ořech

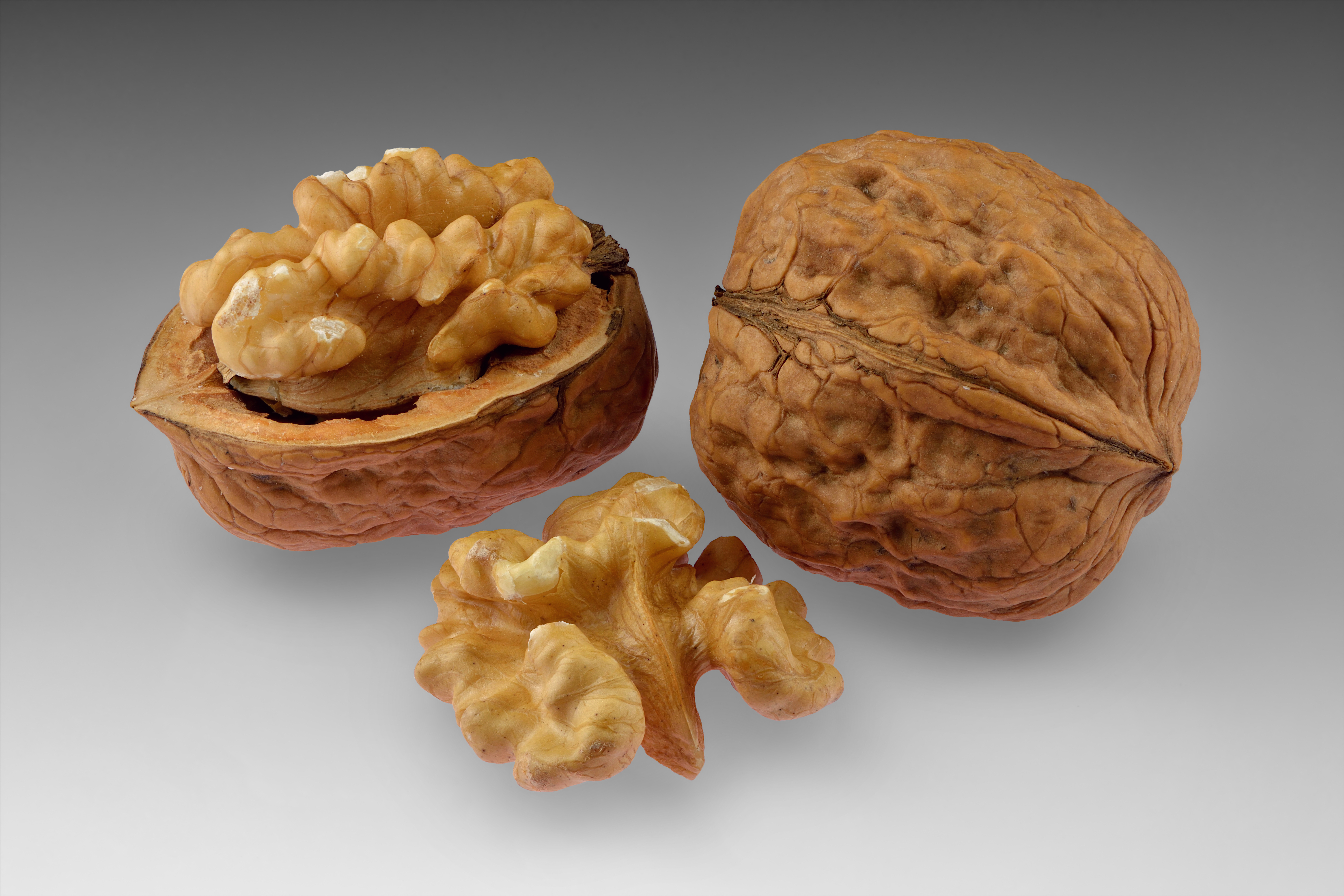
Vlašský ořech

Vlašský ořech je druh ořechu (v podstatě pecka plodu ořešáku), plod ořešáku královského (Juglans regia L.), který se skládá z poživatelného jádra obklopeného pevnou dřevnatou skořápkou. Vlašské ořechy rostou na ořešáku přibližně od čtvrtého roku u roubovanců a od 12 let u semenáčů. Plody jsou na stromě obaleny do ochranné vrstvy, ve které dozrávají. Ze začátku je toto pouzdro zelené a během dozrávání tmavne a praská. Když je ořech zralý, vypadne z ochranného pouzdra na zem nebo spadne i s pouzdrem. Ořechy dozrávají od srpna do září.
Vlašské ořechy jsou velmi starou potravinou, která je nejspíše konzumována již od neolitu, jak dokládají archeologické nálezy z oblasti Périgordu ve Francii.
Jádro vlašského ořechu je atypické tvarem a barvou, která se může měnit jádro od jádra. Často bývá od velmi světlé až po tmavě žlutou barvu, přes zlatavou až po hnědou, jsou i odrůdy s jádrem červeným (u čerstvým ořechů rumělkově rudým, u suchých vínové – tmavší nafialověle červené barvy). Tyto červené ořechy pomaleji žluknou a je možno je skladovat několik let.

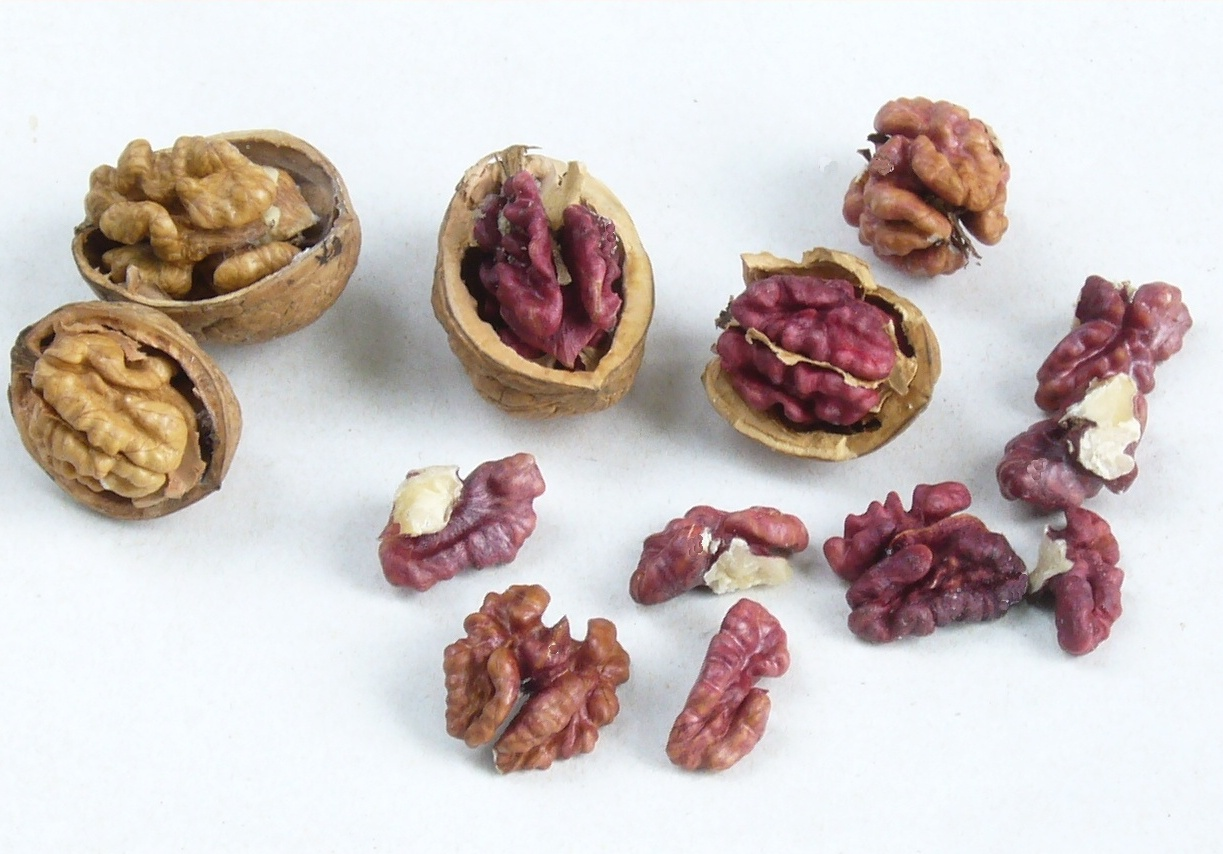
Jádra vlašských ořechů s hnědou a červenou slupkou

Po sklizni se ořechy suší, buď samovolně nebo za pomoci horkého suchého vzduchu. Tímto procesem dochází k poklesu vlhkosti na požadovaných 8 %, což zaručuje, že ořechy nebudou snadno napadány plísněmi. Pokud jsou spadané ořechy silně znečištěné je možno je krátce vyprat ve slané vodě. Takto vyprané ořechy je třeba sušit odděleně v horkém vzduchu.
Obecně se vlašské ořechy rozlišují podle kvality skořápky na „papíráky“, „polopapíráky“ a „kameňáky“. Tzv. kameňáky mají tvrdou skořápku zarůstající do jádra a špatně se louskají. Jsou někdy považovány za křížence s ořešákem černým. Naproti tomu tzv. papíráky jsou poškozovány ptáky a protože mají často nedorostlou nebo děravou skořápku, napadají je při skladování moli.
Vybrané klony se rozmnožují jako kultivary roubováním. Kritérii výběru jsou: chuť jádra, plodnost, kvalita skořápky, poměr váhy skořápky a jádra, doba rašení, vzrůstnost. Způsob roubování se velmi liší od roubování ovocných dřevin. Roubuje se obvykle "za zelena" ve skleníku.

## Typ plodu

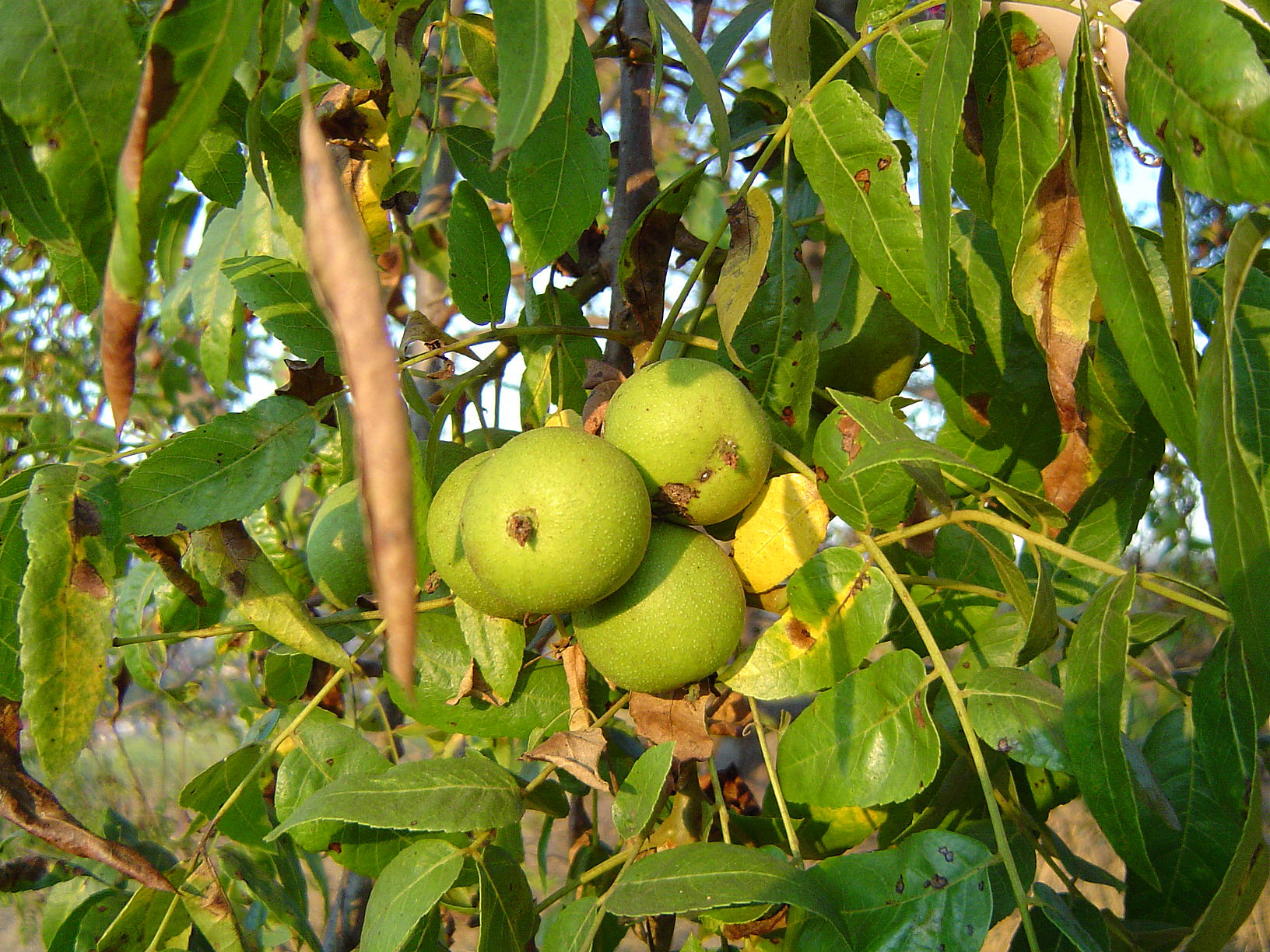
Plody Ořešáku Kalifornského v Puente Hills. (vyfoceno na nahráno uživatelem: Geographer)

Typ plodu ořešáku je pro mnohé chyták. Někdy bývá označován za peckovici (drupa). Zdužnatělé povrchové vrstvy označované ne zcela přesně za exokarp a mezokarp se za zralosti nepravidelně roztrhávají a endokarp (pecka) puká ve hřbetních švech plodolistů. Přesněji by však měl být označován jako oříšek (nux) obalený srostlou, zdužnatělou číškou (=kupulou), která v době zralosti oříšku zasychá a rozpadá se. Plod bývá označován jako pseudopeckovice.

## Složení
Vlašské ořechy, které ořešák produkuje, jsou velice výživné, neboť obsahují v průměru 70 % tuků, obsahujících zejména velice zdravé nenasycené mastné kyseliny, 18 % proteinů (bílkovin) a přibližně 3 % sacharidů (cukrů). Z mastných kyselin se jedná převážně o omega-3-mastné kyseliny, která pozitivně působí proti riziku aterosklerózy a jiných kardiovaskulárních chorob  a podporuje u dětí rozvoj mozku. Ořechy jsou energeticky bohatým zdrojem. Vyjma mastných kyselin obsahují také bohaté zdroje vitaminu E, B1 či B6. Dále pak sůl, kyselinu listovou, minerály jako hořčík, měď a zinek. Celkově obsažené živiny působí pozitivně na lidskou psychiku, jsou cenné pro zdravé vlasy, pokožku, nehty i sexuální potenci.
Uvádí se, že konzumace ořechů má protizánětlivé vlastnosti, které se projevují hlavně u srdečních a cévních chorob. Pomáhají regulovat krevní tlak a udržovat nízkou hladinu cholesterolu. Mají antioxidační účinky, působí proti astmatu a posilují střeva.

## Skladování
Ořechy se skladují buď usušené v tvrdé slupce nebo vyloupané. Ve skořápce by se měly ořechy umístit na suché a větrané místo, čímž se sníží riziko pronikání plísní a plesnivění plodů. U vyloupaných plodů se doporučuje skladovat je v mrazáku po dobu maximálně 1 roku, v ledničce okolo 4 až 6 měsíců. V některých případech se vlašská jádra skladují i naložená v medu.

## Využití
Vlašské ořechy se využívají převážně v potravinářském průmyslu, a to v pekařství a cukrářství, kde se využívají jako dochucující nebo dekorační prvek.
Z ořechů se lisuje olej či se vyrábí alkoholický nápoj, tzv. ořechovka.
Vlašské ořechy jsou odedávna důležitou součástí štědrovečerních tradic. Jejich skořápky se používají jako lodičky. Do lodiček se umísťuje zapálená svíčka a následně se sleduje plavba lodičky v umyvadle či lavoru s vodou. Na základě chování lodičky se poté předpovídá, co jejího majitele čeká v novém roce.